# 环法自行车赛
環法自行車賽（法語：Le Tour de France）是一个每年举办的多赛段公路單車賽，主要在法國进行，但有时也出入周邊國家（如義大利、比利時、西班牙、荷兰）。自從1903年開始以來，每年於夏季举行，每次賽期23天，平均賽程約3000至3500公里（約2200英里）。完整賽程每年不一，但大都大体上環繞法國一周。截至2020年代，比賽結束前總是會穿越巴黎市中心的香榭丽舍大道，並且經過艾菲爾鐵塔。比赛全程分成許多段，從一個城鎮到下一個，每一段分別計時排名。所有段成績累計起來決定每一位賽手的總成績，总冠軍為各段時間累計最少者。在每日賽事結束時，領先者將可穿上黄色领骑衫，最佳衝刺者將被贈與一件綠色車衣，山間賽事中之最佳騎手將會得到一件波爾卡點運動衣，其有時被稱作登山王。
像其他公路大賽一樣，選手們組織隊伍參賽。每一隊由8名選手組成(2018以前為9名)，共有20至22個小隊。傳統上，只有一流的專業賽車隊才能收到參賽邀請。近年來，大賽組織者採用國際自行車聯盟的計分系統來決定參賽隊伍，另留下2-4個名額给予知名車隊或落選的法國車隊。每個車隊由其最大贊助商命名，穿著其隊服。比賽時，各車隊採取戰術，隊友之間互相幫助，通常車隊後面還有一部支援車帶著配件等備急緊跟著他們。
環法單車賽是三大自行車環賽之一，另外两个赛事是環意單車賽和環西自由車賽。

## 簡介

2021年比賽路線

環法單車賽是一個分段公路賽，每一段持續一天，每段單獨計時。在2008年以前，每一段的前3名都有不等的額外減時。如果許多賽手過線時形成一車群，每人都算同樣時間。車群的定義是任一相鄰的兩個賽手之間的距離小於一秒。只要不是在山地賽段，如果一個賽手在離終點線5公里以內摔倒的話，那麼他的時間是當時他所在的車群的最後時間。
每个车队有8名选手参赛。每个赛段每个车队的前3名选手成绩计入车队总成绩，其他5人的成绩只计入个人总成绩。因此每只车队内部选手分为：主将（最有希望取得个人总成绩最佳）、副将（稍弱于主将，用于保障主将，包括领骑、发起战术攻击）、冲刺手（善于拿冲刺积分，在大集团冲刺争冠时车队副将把冲刺手保送到大集团前方的冲刺有利位置）、爬坡手（善于拿爬坡积分，在山地赛段特别是山顶终点赛段轮番带领大集团领骑）、计时赛车手、领骑“兔子”（在赛段后程给主将、副将领骑以节省最终冲刺体力）、运输手（随车携带途中可能需要消耗的饮水等物资，保障主将完赛）。
各段時間累積得到的賽手排名叫总成绩排名。各段時間累計最少者為總排名冠軍，穿黄色领骑衫。除總排名外，還有其他項目的次排名方式。綠衫(Green Jerseys)為衝刺王(Sprinter)，白底紅點斑点衫為爬坡王(Climber)，白衫為最佳年輕車手(25歲以下時間累計最少者)(Youngster)。
比起贏一個一般的單天單車賽，專業賽手們更願意贏出環法單車賽中的一段賽程。但是總排名冠軍也可能一個賽程都沒贏過，像美國第一個環法冠軍勒蒙在1990年就是如此。
雖然每年路線不同，現代的比賽一般有20個賽程，全長在3000到4000公里之間（約1800到2500英里）。歷史上最短的一次是1904年2420公里。最長的一次是1926年5745公里。2007年的比賽是3569.9公里。
赛段分如下种类：
- 平地赛段
- 丘陵赛段
- 高山赛段
- 团体计时赛段：每个车队集体出发，相邻车队的出发时间相距7分钟。
- 个人计时赛段：所有选手按照成绩由差到优的顺序，逐人单独出发，相距2分钟间隔。由于在普通赛段通常有大集团抵达终点取相同成绩，因此个人计时赛段就能进一步分出成绩优劣。
- 荣誉骑行赛段：最后一段。

坡度分級分為五級:
- 超級坡 (H.C.級坡)
- 一級坡
- 二級坡
- 三級坡
- 四級坡

坡度分級的計算方式是以以下公式計算出來的值進行分級
((平均坡度(%))^(3/2)*總爬 升量(公尺))/100
```
200 以上為超級坡 (H.C.級坡)
120 ~ 200 為一級坡
 50 ~ 120 為二級坡
 20 ~  50 為三級坡
 20 以下為四級坡
```

德格朗日（环法发起人）的初衷是環法單車賽是個個人競賽的場合，哪怕是有贊助商組隊。如果一個車隊里有輪流領隊現象的話，還要被判犯規。1920年代以後，德格朗日也不得不接受现实。如今，每一個車隊都有商業機構贊助，採用極為複雜的戰術。但歷史上，從1930年至1961年之間，後來又在1967年和1968年間，環法單車賽的主辦者曾以維護比賽的純潔性為由，規定參賽選者必須以國家組隊。
賽段有的是全部平路，有的是一路起伏，還有是走盤山公路。比賽基本上是在公路上進行，有時會路過城鎮中石板路或鄉間土路。大部分賽程，全部賽手同時出發。但現代比賽總包括個人以及團體計時賽，那是個人或團體一個一個出發。計時賽是很關鍵的比賽，因為一分一秒的差別都算，不像在一般公路賽中，一大批賽手擁做一大堆（比如一个車群）算一個時間。所以一般最後的總冠軍往往是一個登山或計時賽的高手，而不會在平道上冒著摔車或受傷的風險和一大堆賽手擠在一起爭先後。

## 歷史
環法單車賽始於1903年，一般都於每年夏季7月初舉辦。環法自行車賽的創辦和法國歷史上有名的「德雷福斯事件」有關。阿爾弗雷德·德雷福斯是一個猶太裔的法國軍官，在1894年被誣叛國入獄。雖然兩年後真相大白，法國政府卻不肯與之平反。事件公開後，法國社會不得不正視自己反犹太主义的傳統，並引發了一場大規模的爭論。進步派先鋒人物，埃米爾·左拉，曾因為仗義執言而不得不遠遁英國避難。
在這場爭論中，一些反猶的報人和廣告商不滿當時法國最大的體育報紙Le Vélo的立場，決定另辦一家雜誌拆台。這一新雜誌，L'Auto，是當今法國《隊報》的前身。而第一場環法自行車賽就是L'Auto為了推銷和競爭，於1903年1月29日擬定的。最早設想的是一個5星期的比賽（從5月31日到7月5日），結果只有15人報名。L'Auto的編輯德格朗日（Desgrange）於是把賽程改為19天，並給參賽者予以補貼。最後有60人報名，其中有一些形形色色的業餘人物，包括街頭潦倒之輩和楞頭青，一下子搞得沸沸揚揚。
那時的環法單車賽只有6個賽段，每段平均400公里，有時一段得騎到半夜。這一近乎殘酷的賽法把公眾一下子吸引住了。報紙也因此得益，當年的日發行量從賽前的25,000一下子增長到65,000。五年後的1908年到了25萬，在1923年環法自行車賽期間高達50萬。最高紀錄是在1933年的環法單車賽時，日發行量據說至854,000。
兩次世界大戰都曾中斷過環法單車賽（1915-1918，1940-1946）。1939年的比賽也沒有德國、意大利和西班牙的選手參賽。今天，環法單車賽是由Société du Tour de France主辦。這是一個屬於Amaury Sport Organisation（ASO）的分部。而ASO又屬於一個大的媒體集團，旗下包括《隊報》。

### 2020賽事
與世界上其他所有體育賽事一樣，2020年巡迴賽由於2019冠狀病毒病大流行而被取消。2020年巡迴賽的決定將在5月中旬做出，具體選擇如下：
1. 照常進行比賽。
2. 自第二次世界大戰以來首次取消比賽。
3. 由於該年東京2020年奧運會實際上未舉行，因此將比賽的時間安排在以後。
4. 在Grand Departs和終點線以更少或零觀眾方式進行比賽。

## 獎金
從一開始，環法單車賽都頒發獎金。1903年第一屆的總獎金是20,000法郎，自此後每年都有增長，2008年達到320萬歐元（約500多萬美元）。除總決賽外，每一賽段和每一排名都有賽獎和嘉獎（bonus）。每一參賽隊伍也有一小筆出場費。（詳見：2008環法單車賽）
時至今日，世界單車中的頂級運動員的收入主要來自廣告贊助。一個由UCI認證的專業單車運動員的起薪是36,0000美元。相比之下，英超球員的平均基本工资是100多萬美元，NBA是500多萬美元。傳統上，大賽冠軍把比賽的獎金分给隊友，因為自己已經有廣告收入了。

## 常見戰術
像許多其他公路大賽一樣，環法單車賽是一個以團隊為基礎的優秀選手之間的較量。一個車隊的經理或指導在選拔隊員的時候，就明確個人的分工：每個隊往往有一個有可能拿成績的領騎（leader），剩下的是勤務（domestique）兼護航。勤務一般是沒有可能拿重要賽段或全賽程名次的，而主要是為領騎服務，比如從服務車取水或食物。大部分時間，他們為領騎開路。
公路單車賽中，賽手們在巡航時往往彼此貼得很近，形成一個主車群（peloton）， 以其利用前面賽手形成的風拽（drafting，又譯彈弓效應）來減少阻力及保持體力。大家自覺地交替領隊。有望奪魁的車隊們往往通過領隊來控制車群的速度，從而淘汰弱隊。而領隊的車隊中打頭的又都是勤務。
有時，有些車隊或賽手決定出擊（attack）：突然加速，一下子拉開和車群的距離（breakaway）。如果他們的勁敵不想被拉開，那麼會派一兩個勤務或加速帶動整個車群跟上（chase），或單隊帶著領騎貼上出擊者。到了一程最後，所有勤務可能都已經筋疲力竭，這時領騎才衝出陣營做最後的衝刺。這種團隊配合，在山地賽段中效果最為顯著。
比賽中，賽手通過別在身上的微型步話機和坐在服務車中的車隊指導協調聯繫。服務車中還有電腦和定位系統等，提供一系列即時的比賽資訊。

## 賽段選址
因為環法單車賽的名氣，沿途的城鎮都願意成為賽段的起始站。而大賽的前奏賽（一般是第一個計時賽，不是每年都有）和第一賽段又是特別風光，因為兩場比賽一般都從同一個城鎮出發。大賽的前數個賽段常常穿過周圍的其他國家。2007年環法單車賽總指導Christian Prudhomme說到，“總得來說，每五年裡，我們安排大賽有兩年從法國出發，三年從法國以外出發。”
成為一個賽段的起始站會給當地帶來遊客和生意，為此，入選的城鎮要向大賽的主辦單位繳付有關費用。據報道，2008年，有些賽段起始城市要付41,000美元，終止城市73,000美元。
| 著名賽段     | 出名之處 |
| ------------ | --- |
| 香榭丽舍大街 | 現代環法自行車賽的最後一個賽段。除了一次（1989年的此站是最後一個計時賽，美國的勒蒙後來居上，以8秒之差擊敗Laurent Fignon奪冠。Fignon在衝線時知道大勢已去，頹然淚下）絕大部分的比賽至此已決定名次。故而這一賽段總有一種「普天同慶」的氣氛。大賽的頒獎儀式也在這時舉行。頒獎台也總是以凱旋門為背景。                                                                            |
| 阿尔普迪埃兹 | 位於法國東南部阿爾卑斯山中第一個滑雪場，山勢險峻，山高約1860米。上山公路有21個轉彎位。賽手們要在14公里內爬高約1000米，平均坡度是7.9%。更主要的是，歷史上在這一賽段中有許多精彩的對峙。沿山更貼著歷屆優勝者的名字，每年夏季总要吸引着上千業餘愛好者來此一試身手。 |
| 旺度山       | 位於法國東南部普羅旺斯地區的一個山峰，山高約1912米，因為有拔地而起的氣勢，又稱「普羅旺斯的巨人」。此山以風大著稱，山頂風速最高紀錄達每小時320公里。山頭也因此寸草不生，故又得名「禿頂山」。上山的平均坡度是7.2%。1967年7月13日，英國選手Tom Simpson在比賽途中身故（起因是日前用藥，酗酒和比賽時脫水導致過度疲勞）。1970年，外號「食人魔」的車手埃迪·默克斯也晕倒在终止线上。 |

## 傳奇人物
| 姓名          | 国籍   | 成绩 |
| ------------- | ------ | --- |
| 雅克·安克蒂尔 | 法國   | 第一個獲得五次環法自行車賽冠軍的選手。因其對時間的掌握，外號“跑表先生” |
| 博纳·伊诺     | 法國   | 分别五次获得环法总排名第一(1978, 1979, 1981, 1982, 1985)。多次赢得公路自行车“大满贯”（环法，环意，环西）。因比赛时有“咬住不放”的名声，外号“獾”。 |
| 米格尔·安杜兰 | 西班牙 | 环法历史上第一个连续五次获得总排名第一(1991-1995)的赛手。因身材高大，外号“大米格” |
| 埃迪·默克斯   | 比利时 | 莫克斯被认为历史上最伟大的公路自行车赛手：分别五次获得环法总排名第一，共赢过34个赛段，著黄衫共计96天（除赛段冠军之外至今都是环法纪录）。五次环意，一次环西。三次世锦赛冠军。第一次参加环法，就一举夺得三个排名第一（总排名，山地，冲刺）。莫克斯每战必得，从不让人，故得外号“食人兽”。 |
| 馬克·卡文迪什 | 英國   | 2024年在第5賽段的平路衝刺中，老將馬克·卡文迪什率先過線，贏下了個人生涯的第35個環法賽段冠軍，打破了由埃迪·默克斯創下的34個環法賽段冠軍的紀錄。 |

## 吸引力

### 体能挑战
仅凭能量消耗而言，公路自行车赛远远高于大多数体育项目，包括通常所谓的“激烈运动”，如足球，篮球等。能和公路赛车相比的，只有马拉松，皮划艇和越野滑雪等少数耐力型竞技。但即使是这些项目，大多是单天的比赛。公路自行车赛像环法等，则是持续多天，而且还有连续的山地路段。
据统计，一般人骑车时身体产生的功率是150－200瓦，而自行车赛手比赛时的功率是400瓦。一个环法赛手平均每天要消耗8,000到9,000 kcal（一场足球比赛的消耗量在1,000－2,000 kcal之间）。如果说马拉松比赛是对腿和膝部的考验的话，环法自行车赛则是赛手们心肺功能的较量。

### 观众体育
所谓观众体育，一方面是指环法自行车赛有大批观众，另一方面，观赛的观众又是比赛的一部分。
环法自行车赛号称是世界上现场观众最多的。据2003年的一个报道，法国有一千五百万路边观众，全球有一亿六千万人观看电视转播。因为是长途野外比赛，除了个别计时赛，赛道边是不设观众隔离栏的。有时赛手们不得不从人群中穿过。这样的一重局面往往造成一些意外。
2004年，在阿尔杜维兹山地计时赛中，阿姆斯壮被一批醉醺醺的观众吐了一脸的吐沫。
即使人会收敛，還會有宠物狗“加入”比赛的情形，造成赛手莫名其妙的受伤。
2015年，克里斯·弗羅梅在第14站被潑尿（因為車迷相信他用禁藥），讓UCI與環法官方都出面呼籲，請車迷給予目前黃衫持有人尊重。

### 比赛道德
环法自行车赛有不少不成文的规矩，如果冒犯的话，可能会遭到道德上的谴责。比如，只要有可能，赛手们会让路过家乡或当天生日的赛手领先。如果一个领骑的赛手出了意外（比如，被观众绊到或拐弯不慎掉到沟里），其他领先的赛手应缓行甚至停车等待直到出事的赛手复原跟上为止。更不用说考虑此时出击了。
车队路过打尖路段时（赛手们都是边骑边吃喝，有时甚至边骑边小便），也不许出击。最后的一站一般是留给总排名冠军在路上庆祝的，哪怕他一边骑一边抽烟喝酒，其次几名也不应该试图赢这一段。 要是有谁不遵守这些规矩，不仅在比赛时会惹起赛手公愤，赛后还要被媒体指指点点。但是需要注意的是，荣誉骑行赛段是冲刺手争夺赛段第一的关键赛段。
雖然以上情形可能像消極比賽及足球界的踢假球等「放水」行為，但會因為會發生在山地或觀眾較少的路段，且該活動是非常耗體力的比賽，不易發覺。

### 社区生活
因为几乎所有赛段都是单向的野外路线，观众们往往要在日晒雨淋里等好几个小时（在关键赛段上，可能要等得更长），而车队往往是一闪而过。即便如此，环法自行车赛仍是观众最多的赛事。实际上，除了慕名而来的游客之外，更多的观众是来体验一种独到的社区生活。
在赛段起始站的城镇里，一早当地的观众就陆陆续续地加入隔夜就来排队的游客。所有的赛手都要在起始站排队签到，整个过程有时要拖几个小时。这给车迷和小孩们一个机会和赛手们聊天签名。有许多城镇也趁此安排一些节目，比如载歌载舞的彩车游行等。头天赢过的赛手有时会莫名其妙被叫到台上领奖，奖品不一，从与自己等重的香槟到一只小牛犊。比赛正式开始后，整个车队往往沿城集体缓行10分钟，以示告别。

### 技术要求
环法自行车赛不仅是一个体能的较量，赛手还需要掌握相当的技巧，并在比赛时保持高度集中，才能安全地赛完全程。为取得成绩，赛手们往往还做一些专门的训练，比如在盘山公路上高速下坡。而下雨后的路面和冲刺抢位时更是容易出事故的地方。

## 兴奋剂的问题
环法自行车赛是一个极为艰苦的多日赛事，只有少数优秀选手能脱颖而出，而他们中也只有一些能取得商业成功。这些和其他的原因使得自行车赛，特别是环法自行车赛一直为禁药的问题所扰。
最开始时，赛手们用各种办法来止疼（而不是兴奋），包括饮用酒精和醚。1924年一个赛手第一次公开坦白用药的时候，他提到的药包括番木鳖碱, 可卡因, 氯仿, 阿司匹林等。渐渐地，越来越多的赛手不再通过用药来止疼，而是来提高成绩。当前最常见的禁药是提高肺功能的兴奋剂，像红血球生成激素(简称EPO)。但其他睾酮,苯丙胺也屡见不鲜。1967年英国选手湯姆·辛普森曾因服用苯丙胺死在赛途中。
环法自行车赛和欧洲警察机构一直在查赛手使用禁药的问题。1998年，一个赛手（Festina车队的Willy Voet）的因为被查出携带多种兴奋剂而被捕，法国警方之后突袭数个车队的下榻之处，又抓到了另一个车队(TVM)的证据。在比赛至第17赛段时，所有选手静坐抗议警方的手法。虽然经过调停比赛得以继续，但一个快二百人的比赛到结束是只剩96个赛手了。
此后环法自行车赛和UCI加强了内部禁药的检查，比如增加药检次数和做针对EPO的新药检。同时还成立了一个独立的药检机构，国际反兴奋剂组织（WADA）。但此后仍然事故不断。年年都有赛手被踢出环法和被UCI停赛几年，而且其中有不少是顶尖的高手，包括一个总排名冠军（Floyd Landis, 2006），以及藍斯·阿姆斯壯。
藍斯·阿姆斯壯事件之後，規則大規模翻新，鼓勵車手在有證據的前提下，檢舉及指控他人使用禁藥，之後就幾乎無嚴重的禁藥事件。
环法自行车赛组织者认为，比起其他的体育项目，环法并不是用药最多的赛事(最嚴重的可能是田徑，2001至2013年間可能一共800多人用藥卻沒被抓到)。之所以丑闻接连不断，是因为是监察严格和结果透明的缘故。
以下是根據英文版List of doping cases in cycling的禁藥舉例以供參考：
- 2007年，1996年冠軍承認當時使用禁藥，但因為超過8年的追溯期未收回。
- 2012年，美國反禁藥組織稱阿姆斯壯七屆環法都用禁藥，取消1998年8月1日至2012年8月25日的成績，但是長達14年為少數例外，通常禁藥事件的追溯期為8年，而且報告指出指控他7年間用禁藥的15名隊友在7年間也使用禁藥，而阿姆斯壯次年1月14日向歐普拉坦承七屆環法都用禁藥。
- 2013年，世界報當年7月24日引述法國國會委員會的1份報告，內容指示1998年冠亞軍使用禁藥，可見經過了Festina醜聞還是有人使用禁藥，但也和1996年冠軍一樣超過追溯期未收回。

## 大事記
- 1903年：首屆環法大賽。
- 1905年：取消夜間賽段；第一次過境賽段及第一個山路賽段：德国阿爾薩斯。
- 1907年：第一次在非法國城市舉行第一賽段：梅斯，當時的德國領地。
- 1910年：第一次經過比利牛斯山。
- 1911年：第一次經過阿爾卑斯山。
- 1919年：第一次出現黃色領騎衣。
- 1923年：開始對首先衝線的車手給序減時獎勵。
- 1926年：第一次在外省開始環法賽事（依云）。
- 1928年：法國國内的地方組織車隊參賽。
- 1930年：法國國家隊開始參賽，第一次出現廣告車。
- 1933年：創立最佳山地車手的獎項。
- 1937年：雅克·戈代成為賽事主管。
- 1947年：第一次出現全境外賽段布魯塞爾到盧森堡。
- 1948年：在每個賽段後的當日頒發黃色領騎衣。
- 1949年：第一次經過意大利和西班牙。
- 1951年：第一次經過旺图山。
- 1952年：首次在阿尔普迪埃兹舉行衝頂賽段；首次攀登多姆山。
- 1953年：對最佳衝線車手頒發綠衣。
- 1954年：第一次在境外出發（阿姆斯特丹）。
- 1962年：回到由贊助商命名車隊；费利克斯·莱维唐（英语：Félix Lévitan）成為賽事主管。
- 1964年：開始允許中途換車。
- 1967年：創立序幕賽段；最後一次在巴黎王子公園球場結束賽事。
- 1968年：允許車手中途休息。
- 1970年：創立白衫，獎勵25歲以下的最佳青年車手。
- 1974年：第一次經過英國
- 1975年：用圓點衣来獎勵最佳山地車手；第一次在香榭麗舍大道結束賽事。
- 1987年：環法總計25個賽段，最多的一次：费利克斯·莱维唐（英语：Félix Lévitan）卸任。
- 1995年：環法第14站，選手法比奥·卡萨尔泰利摔車身亡
- 1998年：
費斯蒂納醜聞（英语：Festina affair）—費斯蒂納車隊的助理從比利時通過法國通過海關的時候，被發現持有非法數量的禁藥，包括 EPO（紅血球生成素）、生長激素、睪固酮和安非他命，而費斯蒂納車隊的主將，就是法籍登山王理查·維朗克（Richard Virenque）。法國警方採取強力的行動，持搜索票闖入選手過夜的飯店進行查緝，並在TVM車隊的房間和隊車上查獲大量的禁藥。環法車手靜坐罷工抗議UCI的大動作，西班牙的車隊甚至集團退賽。該年的環法賽被稱為“Tour of Shame”。
- 2003年：選手必須佩戴頭盔參賽。環法單車賽100周年。
- 2004年：大衛·華許質疑藍斯·阿姆斯壯使用禁藥獲得6連冠軍。
- 2005年：藍斯·阿姆斯壯奪得7連冠軍，後被揭發使用禁藥而禠奪。
- 2006年：
1.西班牙的港口行動（英语：Operación Puerto doping case）（在西班牙靠近法國的邊境查獲很多禁藥與血袋（違規輸血），不少人因此被踢出當年環法比賽）
2.冠軍藍斯·阿姆斯壯捲入興奮劑醜聞
3.當年冠軍的美國選手弗洛伊德·蘭迪斯被查出使用興奮劑，冠軍由西班牙選手奧斯卡·佩雷羅·西奧遞補。
- 2010年：該年冠軍的西班牙選手孔達多爾被查出使用禁藥，冠軍由盧森堡選手安迪·施萊克遞補。
- 2011年：首次由來自澳洲及南半球選手獲得環法冠軍（卡德尔·埃文斯）。
- 2012年：
1.國際自由車總會(UCI)採信美國反興奮劑機構（USADA）的報告，宣布褫奪藍斯·阿姆斯壯七個環法自行車賽頭銜，並且終身禁賽。[注 1]
2.英國車手首次獲得環法冠軍（布拉德利·威金斯）。
- 2013年：
1.第100屆環法，在這項歷史悠久大賽完賽的選手，只要仍在世，都被邀請參與盛會，包含當時22名曾獲得環法總冠軍的選手。
2.首次由出生於非洲車手獲得環法冠軍（克里斯·弗羅梅）。
3.哥倫比亞新人王車手Nairo Quintana 以第二名為南美洲最佳名次
- 2014年：
1.第2名的選手让-克里斯托夫·佩罗代表法國進入21世紀第一次站上環法頒獎台，重返睽違18年才重新站上頒獎台，而法國選手1985年以後至今未再獲得冠軍頭銜，反觀環西（頂多間隔7年）、環義（近期曾經連續11年冠軍都是義大利車手）則沒有這種情形。
2.首次在英國開始環法賽
- 2015年：環法冠軍克里斯·弗羅梅睽違45年兼獲登山王頭銜，但1979年以後至今的冠軍未曾兼獲衝刺王頭銜。
- 2016年：
1.南非車手Louis Meintjes以第7名為非洲最優名次。
2.克里斯·弗羅梅三度奪冠為為繼1990年的格雷格·萊蒙德以來及進入21世紀三度獲得及衛冕環法冠軍的第一人。
3.法國車手罗曼·巴尔代以2分52秒差距位居第二，為近期最優成績。

## 附註
1. ↑  這七屆環法賽冠軍從缺，而非遞補給 Alex Zülle、揚·烏爾里希(3個)、Joseba Beloki、安德烈亚斯·克勒登、伊萬·巴索，因為他們都曾經涉及禁藥事件，之後的次名就沒有這些事情才獲得遞補。

## 外部連結
- 环法自行车赛官网 （页面存档备份，存于）
- Tour de France Quiz （页面存档备份，存于）